# Cheilotrichia tarsalis
Cheilotrichia tarsalis är en tvåvingeart som först beskrevs av Edwards 1928.  Cheilotrichia tarsalis ingår i släktet Cheilotrichia och familjen småharkrankar. Inga underarter finns listade i Catalogue of Life.